# ناحية القمصية
ناحية القمصية إحدى نواحي سوريا تتبع إداريّاً لمحافظة طرطوس منطقة الشيخ بدر ومركزها بلدة القمصية، بلغ تعداد سكان الناحية 14,095 نسمة حسب التعداد السكاني لعام 2004.

## بلدات وقرى ناحية القمصية
عرقوب قمصو، بلاط، بيت العودية، بيت القليح، بلوزة، درتي، الجباب، الكفرون، معتي، الموشة، القمصية، قمصو، القصيبة، الصفلية، الشبوبية، الطراق.